# Summum ius, summa iniuria
Summum ius, summa iniuria (latin: 'högsta rätt, högsta orätt') är en rättsvetenskaplig maxim för det rättsliga missförhållandet när den högsta rätten leder till högsta orätt, när en alltför drakonisk lagtolkning leder till orättvisa, exempelvis att olagliggöra nödvändiga gärningar vid nöd.
Uttrycket förekommer första gången känt hos Cicero i dennes De Officiis I, 10, men kan troligen härledas till den grekiska antikens rättsvetenskap. Lagtillämpning borde enligt denna ske enligt rättsprincipen epikeia, det vill säga omsorgsfullt och med hänsyn till gärningens tid, plats och person.
Hos Terentius lyder tolkningen av maximen att en rigorös lagtolkning är rigorös orättvisa. I Terentinus komedi är detta ett slag av orättvisa som finns i världen. Nära denna orättvisa är lagvrängning, och maximen att fler lagar ger mer orättvisa.